# 沒藥

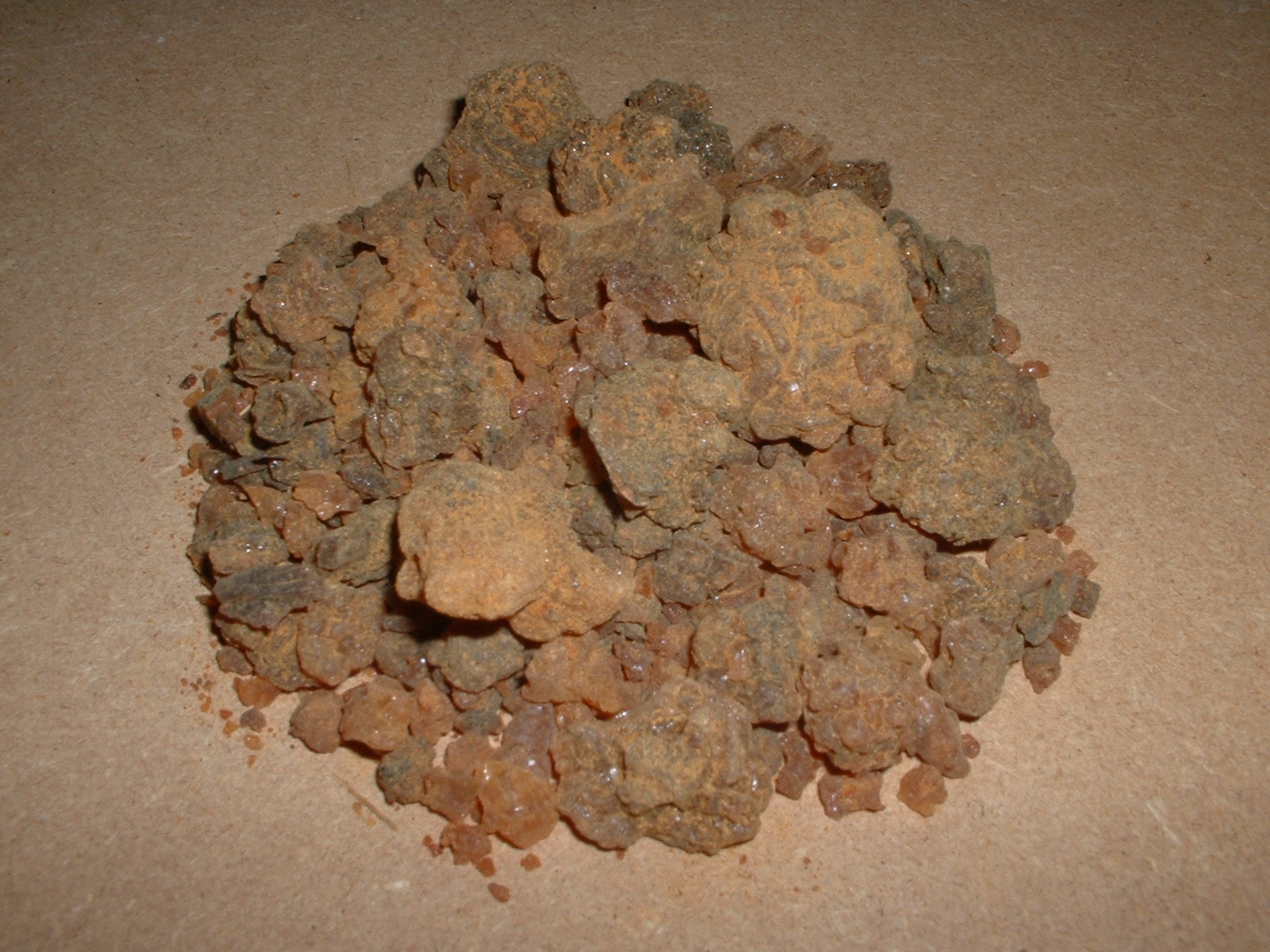
沒藥

沒藥（英語：myrrh），又稱作末药，是沒藥樹或阿比西尼亚没药树的树脂。索马里與索馬里蘭出产的没药以前者为主，阿拉伯半岛的葉門出产的以后者为主。炮制过的没药称为製没药，未炮制的称为生没药。
沒藥樹黃白色的油狀汁液乾了之後會變成紅色沒藥，在東方是一种活血、化瘀、止痛、健胃的高級药材，来自产地古代阿拉伯及东非一带。《北史》中即有记载，说是来自西域漕国。
在西方，没药是一种据说有神奇疗效的药物。希伯来人将没药树脂制作成各种芳香剂、防腐剂和止痛剂。聖經旧约时期，常被人民做成油膏，涂抹在伤口，促进伤口愈合。
在《圣经》中出现的没药，最著名者为东方三哲带来给初生基督的礼物之一（其餘兩樣是黃金和乳香），象征生命的短暂，因为当时人们普遍习惯将此物用于尸体防腐。另一种观点认为没药代表死的馨香，表示珍视耶稣受死的宝贵。

## 說明
生長在沙漠邊緣、非常乾燥的地方，它的英文名字源自亞拉姆語（murr）和阿拉伯文（mur），就是「苦」的意思。
早在三千年前，沒藥就是古文明國家經常使用的藥材，多用它來抑菌或作為婦女清潔淨身，而《本草綱目》中也記載它對傷口以及調節婦女生理機能的幫助，所以是中藥材中促血液循環與緩和疼痛不可少的藥引。

### 身體
似荷爾蒙、可調節甲狀腺，具有強力消炎、殺菌、止痛以及對抗病毒的效果，因此對傷口發炎、表皮潰瘍、喉嚨痛、濕疹、香港腳、婦女陰道感染、搔癢等有很好的療效，並能增強對感冒的免疫力，是十分重要的日常保健用精油。

### 用途
是一種殺菌劑、消毒劑、去痰劑和除臭劑，可刺激免疫系統和胃部的分泌，增強和刺激黏液組織有助於對抗口中的有害細菌，對呼吸困難、牙周病、皮膚炎、氣喘、支氣管炎、感冒、流行性感冒、靜脈竇炎、喉嚨痛、單純皰疹和潰瘍有益。
沒藥同時是薰香材料和製作精油的植物原料之一。

## 延伸阅读
[在维基数据编辑]
 《欽定古今圖書集成·博物彙編·草木典·沒藥部》，出自陈梦雷《古今圖書集成》